# إلين ريان هيدجيز
إلين ريان هيدجيز (بالإنجليزية: Elaine Ryan Hedges)‏ هي صحفية أمريكية، ولدت في 18 أغسطس 1927 في يونكيرس في الولايات المتحدة، وتوفيت في 5 يونيو 1997 في بالتيمور في الولايات المتحدة.